# Полтавская улица (Санкт-Петербург)
Полта́вская у́лица — улица в Центральном районе Санкт-Петербурга. Проходит от проспекта Бакунина до Миргородской улицы и Полтавского проезда.

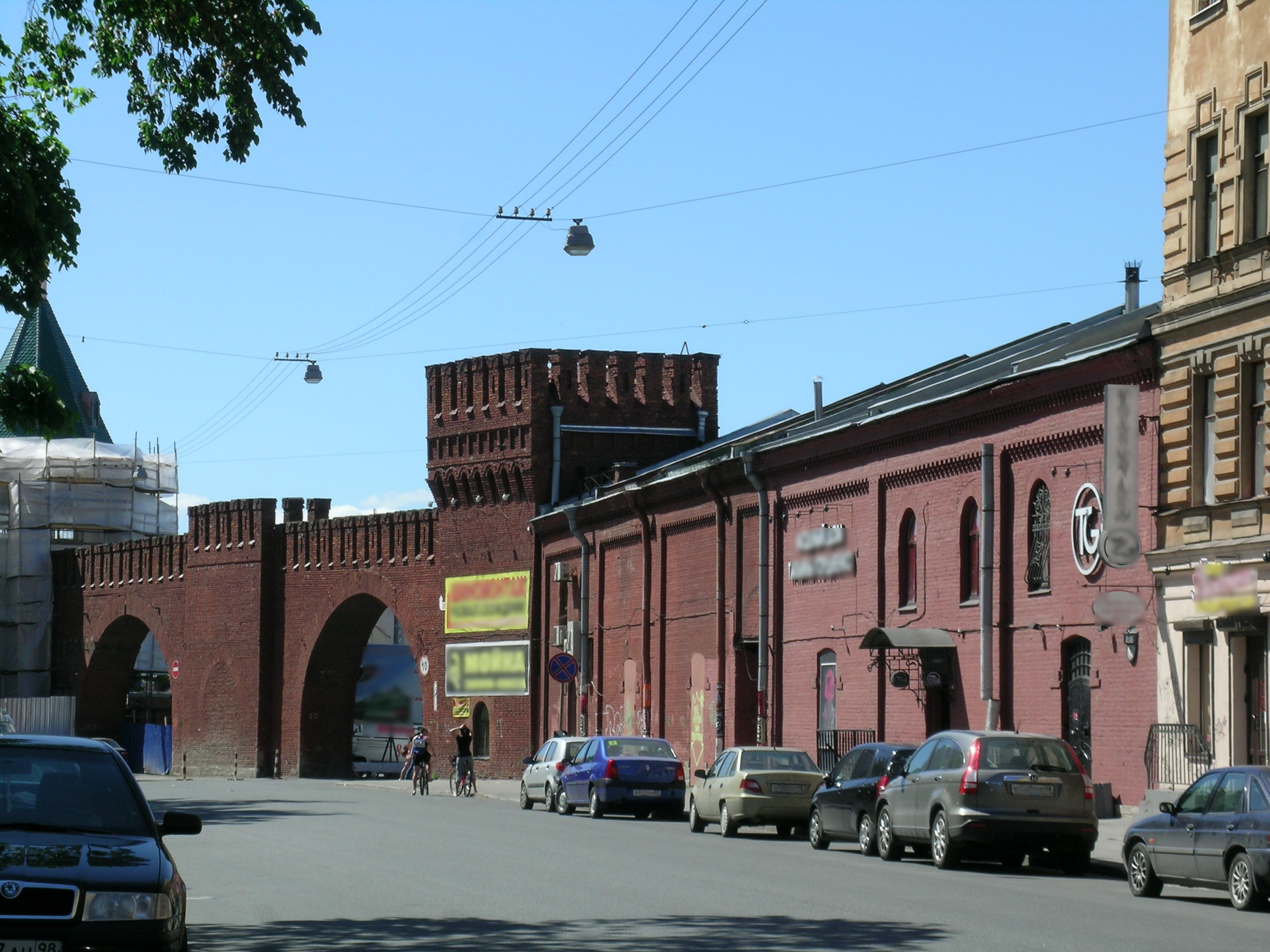
Дом № 7 и ограда Фёдоровского собора (за арками начинается Полтавский проезд)

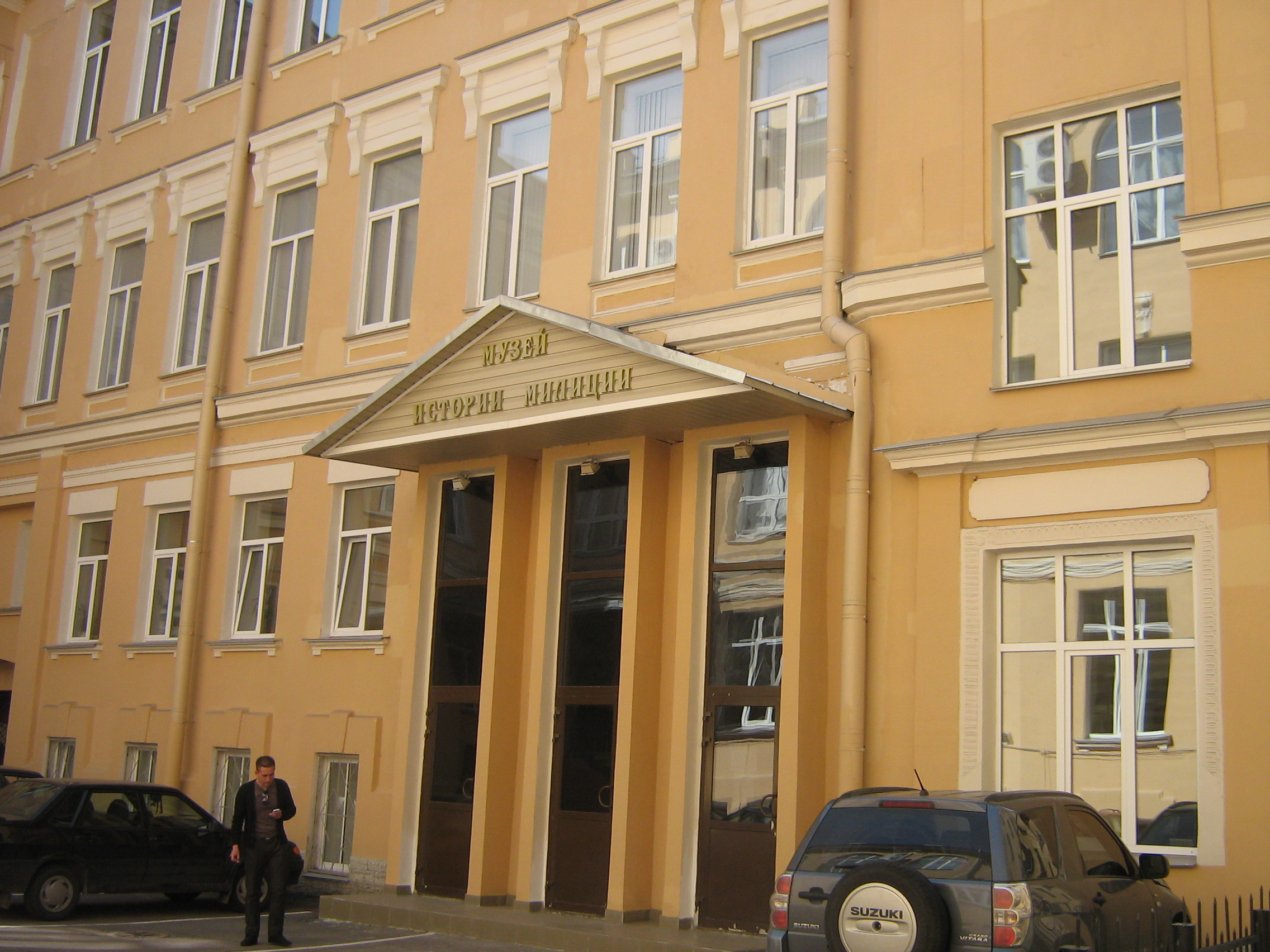
Дом № 12 — музей истории милиции

## История
- Первоначально — Глухая улица (с 1798 по 1842 год), на участке от Невского проспекта до современной Миргородской улицы (тогда не существовала). Название связано с тем, что улица заканчивалась тупиком.
- С 1836 года — Военная улица, на участке от Невского проспекта до Обводного канала, включая часть современной Днепропетровской улицы. Название дано по Александровскому военному плацу, находившемуся на месте подъездных путей к Московскому вокзалу.
- В 1842 году продлена от Невского проспекта до 2-й Советской улицы.
- В справочнике 1846 года участок от Невского проспекта до 2-й Советской улицы включён в состав Мытнинской улицы.
- В 1851 году после постройки Николаевской железной дороги улица была разделена железнодорожными путями на 2 части. Северная часть была переименована 7 марта 1858 года по городу Полтаве в ряду улиц Каретной части, названых по губернским городам Украины. Южная часть была переименована в Екатеринославскую улицу.
- С 16 апреля 1887 года до 1940-х включала современный Полтавский проезд.

## Объекты
Фёдоровский собор (находится на углу Полтавской и Миргородской улиц, имеет адрес по Миргородской)
- дом 6 — Национальный резервный банк
- дом 12 — культурный центр и музей истории милиции[1]
- Харьковская улица, дом 13 — школа № 169.